# Gran City Pop
Gran City Pop este cel de-al nouălea material discografic de studio al cântăreței mexicane Paulina Rubio. Acesta este primul album de studio promovat de artistă în trei ani. Discul a fost lansat pe data de 23 iulie 2009, la doar șase zile de la aniversarea de treizeci și opt de ani a interpretei.
Primul extras pe single al materialului, „Causa y Efecto”, a urcat până pe locul 1 în Billboard Hot Latin Songs și a devenit un nou hit pentru artistă în America de Sud, Mexic și Spania.

## Informații generale
Materialul Gran City Pop a fost lansat pe data de 23 iulie 2009, după promovarea extrasului pe single „Causa y Efecto”. Albumul a debutat pe locul 44 în Billboard 200, devenind cel de-al treilea disc al interpretei ce ocupă poziții de top 100 în acest clasament, după Border Girl și Ananda. Primul single a ocupat locul 1 în Billboard Hot Latin Songs și a devenit un nou hit pentru artistă în America de Sud, Mexic și Spania.
„Ni Rosas Ni Juguetes” va fi cel de-al doilea extras pe single al albumului.
Albumul s-a comercializat în peste 300.000 de exemplare doar în prima săptămână, vânzările fiind înregistrare în America Latină, Spania și Statele Unite ale Americii. Gran City Pop a debutat pe locul 44 în Billboard 200, locul 2 în țara natală a lui Rubio și pe locul 3 în Spania. Discul a ocupat poziția secundă în clasamentul albumelor de muzică latino din S.U.A., devenind primul material discografic de studio al interpretei ce ratează cea mai înaltă treaptă a listei de la despărțirea de EMI Music.

## Clasările discurilor single
| Single                 | Poziția maximă      | Poziția maximă      | Poziția maximă      | Poziția maximă      | Poziția maximă      | Poziția maximă      | Poziția maximă      | Poziția maximă      | Poziția maximă      | Poziția maximă      | Poziția maximă      | Poziția maximă      |
| Single                 | MEX                 | S.U.A.              | H.L.S.              | L.P.A.              | L.T.A.              | ARG                 | COL                 | BOL                 | ECD                 | PAR                 | CHI                 | SPA                 |
| ---------------------- | ------------------- | ------------------- | ------------------- | ------------------- | ------------------- | ------------------- | ------------------- | ------------------- | ------------------- | ------------------- | ------------------- | ------------------- |
| „Causa y Efecto”       | 1                   | 104                 | 1                   | 1                   | 6                   | 1                   | 1                   | 2                   | 2                   | 1                   | 1                   | 7                   |
| „Ni Rosas Ni Juguetes” | Urmează a fi lansat | Urmează a fi lansat | Urmează a fi lansat | Urmează a fi lansat | Urmează a fi lansat | Urmează a fi lansat | Urmează a fi lansat | Urmează a fi lansat | Urmează a fi lansat | Urmează a fi lansat | Urmează a fi lansat | Urmează a fi lansat |

## Lista cântecelor
| Ediția standard 1. „Causa y Efecto" - 3:37 (Mario Domm, Mónica Vélez) 2. „La Danza del Escorpión" - 3:10 (Fernando José Montesinos Guerrero, Paulina Rubio) 3. „Enséñame" - 3:38 (Paulina Rubio, Estéfano, David Cabrera) 4. „Melodía de tu Alma" - 3:56 (Paulina Rubio, Estéfano) 5. „Más Que Amigo" - 3:42 (Paulina Rubio, Estéfano, David Cabrera) 6. „Ni Rosas Ni Juguetes" - 3:14 (Claudia Brant, Noel Schajris, Gianmarco) 7. „Amanecí Sin Ti" - 3:28 (I. Padrón, Fernando Osorio, Andres Federico, Levin Wulff) 8. „Algo de Ti" - 4:05 (Paulina Rubio, Rafael Vergara, Mauricio Gasca) 9. „A Contraluz" - 3:58 (Paulina Rubio, Rafael Vergara) 10. „Escaleras de Arena" - 2:43 (Mario Domm, Mónica Vélez) | Ediția specială Toate cele zece cântece incluse pe ediția standard, plus: 1. „Ya Fue” - 3:01 2. „Causa y Efecto” - 3:35 (versiune alături de orchestră) 3. „Causa y Efecto” - 4:49 (Remix DJ George Figares) DVD bonus - inclus în ediția specială - Realizarea albumului Gran City Pop 16:33 - Videoclipul „Causa y Efecto” 3:24 - În culise 3:29 - Galerie foto Cântece bonus - „El Tren de la Vida” - 3:05 (cântec distribuit doar prin magazinul iTunes) - „Causa y Efecto” (versiune acustică - distribuit doar prin magazinul iTunes) - „Amanecí Sin Ti” (versiunea Motor City - distribuit prin iTunes în Spania) |

## Clasamente
| Clasament              | Poziția maximă | Referință |
| ---------------------- | -------------- | --------- |
| Argentina Albums Chart | 11             | [ 11 ]    |
| Chile Albums Chart     | 1              | [ 4 ]     |
| Columbia Albums Chart  | 1              | [ 12 ]    |
| European Albums Chart  | 53             | [ 13 ]    |
| Mexic Albums Chart     | 2              | [ 9 ]     |

| Clasament                      | Poziția maximă | Referință |
| ------------------------------ | -------------- | --------- |
| Spain Albums Chart             | 3              | [ 9 ]     |
| Billboard 200                  | 44             | [ 13 ]    |
| Billboard Latin Pop Albums     | 1              | [ 13 ]    |
| Billboard Top Latin Albums     | 2              | [ 13 ]    |
| Billboard Comprehensive Albums | 53             | [ 13 ]    |